# Festival international du film fantastique de Neuchâtel 2010
 (août 2023).
Si vous disposez d'ouvrages ou d'articles de référence ou si vous connaissez des sites web de qualité traitant du thème abordé ici, merci de compléter l'article en donnant les références utiles à sa vérifiabilité et en les liant à la section « Notes et références ».
Pour un article plus général, voir Festival international du film fantastique de Neuchâtel.
Le Festival international du film fantastique de Neuchâtel 2010 s'est déroulé du 4 au 11 juillet et marque les dix ans du festival. Sur huit jours, l'édition a présenté 118 séances publiques pour 80 longs métrages et 50 courts métrages en provenance de 19 pays avec un budget de 1 300 000 Frs. C'est également la première année où le festival investit le Théâtre du Passage.

## Jurys et invités

### Le jury international
- Douglas Trumbull, concepteur d'effets spéciaux et réalisateur ( États-Unis)
- Nancy Allen, actrice ( États-Unis)
- Greg Broadmore, artiste et designer conceptuel
- Vérane Frédiani, productrice ( France)
- Mans Marlind, réalisateur
- Ueli Steiger, chef opérateur ( Suisse)
- Sébastien Tellier, musicien ( France)

### Invités d'honneur
- Sogo Ishii, réalisateur ( Japon)

### Autres invités
- Damir Lukacevic, Christopher Smith, Hugues Martin, Sandra Martin, Franck Ribière, Philippe Nahon, Franck Richard, Kim Chapiron, Ludivine Sagnier, Bettina Oberli, The Young Gods.

## Sélection

### Longs métrages

#### International compétition
- Black Death (2010) de Christopher Smith ( Royaume-Uni)
- Dream Home (Wai dor lei ah yut ho, 2010) de Ho-Cheung Pang ( Hong Kong)
- Djinns (2010) de Hugues Martin et Sandra Martin •  France
- The Eclipse (2009) de Conor McPherson ( Irlande)
- Enter the Void (2009) de Gaspar Noé ( France)
- The Reeds (2010) de Nick Cohen ( Royaume-Uni)
- Reykjavik Whale Watching Massacre (2009) de Júlíus Kemp ( Islande)
- Strayed (Zabludivshiysya, 2009) de Akan Satayev ( Kazakhstan)
- Strigoi (2009) de Faye Jackson ( Royaume-Uni)
- Transfer (2010) de Damir Lukacevic ( Allemagne)
- Valhalla Rising (2009) de Nicolas Winding Refn ( Danemark)
- Woochi (2009) de Dong-hoon Choi ( Corée du Sud)

#### New cinema from Asia
- La 14e Lame (Jin yi wei, 2010) de Daniel Lee ( Hong Kong)
- Blood Island (Kim Bok-nam salinsageonui jeonmal, 2010) de Chul-soo Jang ( Corée du Sud)
- Kung-Fu Masters (Da lui toi, 2010) de Chi-kin Kwok, Clement Sze-Kit Cheng ( Chine)
- Murderer (Saat yan faan, 2009) de Roy Hin Yeung Chow ( Hong Kong)
- Mutant Girl Squad (Sentô shôjo: Chi no tekkamen densetsu, 2010) de Noboru Iguchi, Tak Sakaguchi, Yoshihiro Nishimura ( Japon)
- Raging Phoenix (Deu suay doo, 2009) de Rashane Limtrakul ( Thaïlande)
- Tetsuo: The Bullet Man (2009) de Shinya Tsukamoto ( Japon)
- Wig (Kazura, 2010) de Renpei Tsukamoto ( Japon)

#### Cérémonies
- La Meute (2010) de Franck Richard ( France)
- Ondine (2009) de Neil Jordan ( Irlande)

#### Open Air
- Agora (2009) de Alejandro Amenábar ( Espagne)
- The Crazies (2010) de Breck Eisner ( États-Unis, Émirats arabes unis)
- La Disparition d'Alice Creed (The Disapearance of Alice Creed, 2009) de J Blakeson ( Royaume-Uni)
- The Door : La Porte du Passé (Tür (Das), 2009) de Anno Saul ( Allemagne)
- La Ferme du crime (Tannöd, 2009) de
- Metropia (2009) de Tarik Saleh ( Suède, Danemark, Norvège)
- Summer Wars (Samâ uôzu, 2009) de Mamoru Hosoda ( Japon)

#### Special Screenings
- 10 ans de l'homme bleu (2010) de André Kuenzy ( Suisse)
- Dernier thé à Baden Baden (2010) de  Plonk & Replonk ( Suisse)
- Dog Pound (2010) de Kim Chapiron ( France, Canada, Royaume-Uni)
- Drôle de grenier ! (Na pude aneb Kdo má dneska narozeniny?, 2009) de Jiří Barta, Vivian Schilling ( Tchéquie, Japon, France, Slovaquie)
- The House of the Devil (2009) de Ti West
- The Inhabited Island : Rebellion (Obitaemyy ostrov. Skhvatka, 2009) de Fyodor Bondarchuk ( Russie)
- The Inhabited Island : Stranger (Obitaemyy ostrov, 2009) de Fyodor Bondarchuk ( Russie)
- The Killer Inside Me (2010) de Michael Winterbottom ( Royaume-Uni, Suède, Canada, États-Unis)
- Primal (2010) de Josh Reed ( Australie)
- Le Silence des ombres (6 Souls, 2010) de Björn Stein, Mans Marlind  ( États-Unis)

#### Focus Québec
- 5150, rue des Ormes (2009) de Éric Tessier ( Canada)
- Détour (2009) de Sylvain Guy ( Canada)
- Grande Ourse-La clé des possibles (2009) de Patrice Sauvé ( Canada)
- Les Sept Jours du talion (Les 7 jours du talion, 2010) de Daniel Grou ( Canada)
- Truffe (2008) de Kim Nguyen ( Canada)

#### Swiss Retrospective
- Absolut (Lücke im System) (Absolut, 2004) de Romed Wyder ( Suisse)
- L'Amour fou (1997) de Michel Rodde ( Suisse)
- L'Autre qui est en nous (Die Ewige Maske, 1935) de Werner Hochbaum ( Suisse)
- Black Out (1970) de Jean-Louis Roy ( Suisse)
- Cargo (2009) de Ivan Engler, Ralph Etter ( Suisse)
- Le démon de l'Himalaya (Der Dämon des Himalaya, 1935) de Andrew Marton ( Suisse)
- L'Enfance d'Icare (2009) de Alex Iordachescu ( Suisse)
- Grauzone (1979) de Fredi M. Murer ( Suisse)
- Happiness is a Warm Gun (2001) de Thomas Imbach ( Suisse)
- Immer & ewig (1991) de Samir ( Suisse)
- L'Inconnu de Shandigor (1967) de Jean-Louis Roy ( Suisse)
- Jenatsch (1987) de Daniel Schmid ( Suisse)
- Karim Patwa's Spaceship (2004) de Karim Patwa ( Suisse)
- Macao oder die Rückseite des Meeres (1988) de Clemens Klopfenstein ( Suisse)
- Marthas Garten (1997) de Peter Liechti ( Suisse)
- La Paloma (1974) de Daniel Schmid ( Suisse)
- Prophétie (1997) de Maurizio Giuliani ( Suisse)
- Räuberinnen (2009) de Carla Lia Monti ( Suisse)
- Requiem (1998) de Alain Tanner ( Suisse)
- Si le soleil ne revenait pas (1987) de Claude Goretta ( Suisse)
- Stefanies Geschenk (1996) de Mathieu Seiler ( Suisse)
- Strasek, der Vampir (1982) de Theodor Boder ( Suisse)
- Swiss Made 2069 (1968) de Fredi M. Murer ( Suisse)
- Der Teufel hat gut lachen (Drei schräge Vögel, 1960) de Erwin C. Dietrich ( Suisse)
- Der Teufel in Miss Jonas (1974) de Erwin C. Dietrich ( Suisse)
- La valle delle ombre (2009) de Mihály Györik ( Suisse)
- Das Vergessene Tal (1991) de Clemens Klopfenstein ( Suisse)
- Zimmer 36 (1988) de Markus Fischer ( Suisse)

#### Tribute to Sogo Ishii
- The Codename is Asia Strikes Back (1983) de Sogo Ishii ( Japon)
- The Crazy Family (Gyakufunsha kazoku, 1984) de Sogo Ishii ( Japon)
- Crazy Thunder Road (Kuruizaki sanda rodo, 1980) de Sogo Ishii ( Japon)
- Dead End Run (2003) de Sogo Ishii ( Japon)
- Electric Dragon (Electric Dragon 80.000 V, 2001) de Sogo Ishii ( Japon)
- Gojoe, le pont vers l'Enfer (Gojô reisenki: Gojoe, 2000) de Sogo Ishii ( Japon)
- Labyrinth of Dreams (Yume no ginga, 1997) de Sogo Ishii ( Japon)
- Sogo Ishii Shorts de Sogo Ishii ( Japon)

### Courts-métrages

#### Swiss Shorts
- Perpetuum Mobile de Sebastian Kenney ( Suisse)
- Wolves de Rafael Sommerhalder ( Suisse)
- Peripheria de Marcel Barelli ( Suisse)
- All Tomorrow's Birthday's Party de Karim Patwa ( Suisse)
- Yuri de Céline Brun,  Immanuel Wagner ( Suisse)
- Danny Boy de Marek Skrobecki ( Suisse)
- Au bout du rouleau de David Baumann,  Marc Mandril ( Suisse)
- Ich Bin Helmut de Nicolas Steiner ( Suisse)
- Bunker de Nicolas Veuthey ( Suisse)
- Herzbeutel de Sara Derendiger ( Suisse)

#### European Shorts
- Homeland de Marfil Juan de dios ( République tchèque)
- Dead Hungry de Willy Bridges ( Royaume-Uni)
- Killing a Dead Man de Steffen Cornelius Tralles ( Allemagne)
- Videogame A Loop Experiment de Donato Sansone ( Japon)
- The Twin Girls of Sunset Street de Marc Riba,  Anna Solanas ( Espagne)
- 'Pokayoke de Mika Tervonen ( Finlande)
- Try a Little Tenderness de Benjamin Teske ( Allemagne)
- Jenny and the Worm de Ian Clark ( Royaume-Uni)
- L'Oiseau de ? ( France)
- Through the Night de ? ( Irlande)

#### Les Chimère de Heidi
- Swapped de P. Monnard, 10 min, 2002 ( Suisse)
- Minisplatters de G.R Mayer & I. Pavan, 3 min, 2005 ( Suisse)
- Le poisson de L. Rupp, 7 min, 2007 ( Suisse)
- Takt Film de Luc Gut ( Suisse)
- Die Seilbahn de Claudius Gentinetta ( Suisse)
- Vincent, le Magnifique de Pascal Forney ( Suisse)
- Monsieur Sélavy de P. Volkart, 10 min, 2008 ( Suisse)
- Music Machines de J. Meier, 3 min, 2008 ( Suisse)
- Station de C. Benz, 3 min, 2008 ( Suisse)
- Influenza de Virginie Alexa Andrey ( Suisse)
- Flower Pots de R. Sommerhalder, 5 min, 2008 ( Suisse)
- Déjà de A. Schopfer, 15 min, 2009 ( Suisse)

## Palmarès
| Prix                                                                      | Attribué à                                | Pays        |
| ------------------------------------------------------------------------- | ----------------------------------------- | ----------- |
| Prix H. R. Giger Narcisse du meilleur film                                | Enter the Void de Gaspar Noé              | France      |
| Prix RTS du public                                                        | Black Death de Christopher Smith          | Royaume-Uni |
| Prix du meilleur film asiatique                                           | Wig de Renpei Tsukamoto                   | Japon       |
| Méliès d'argent du meilleur long métrage européen                         | Strigoi de Faye Jackson                   | Kazakhstan  |
| Prix de la jeunesse Denis-de-Rougemont                                    | Strayed de Akan Satayev                   | Royaume-Uni |
| SSA/Suissimage Prix H. R. Giger Narcisse du meilleur court métrage suisse | Danny Boy de Marek Skrobecki              | Suisse      |
| Prix Taurus Studio                                                        | Danny Boy de Marek Skrobecki              | Suisse      |
| Prix Taurus Studio à l'innovation                                         | Ich Bin Helmut de Nicolas Steiner         | Suisse      |
| Nomination pour le Méliès d'or du meilleur court métrage européen         | Try a Little Tenderness de Benjamin Teske | Allemagne   |
| Prix Mad Movies du film le plus Mad                                       | Dream Home de Ho-cheung Pang              | Chine       |
| Mention spéciale du Jury                                                  | Dream Home de Ho-cheung Pang              | Chine       |
| Prix Titra Film                                                           | Valhalla Rising de Nicolas Winding Refn   | Danemark    |